# Mallotus polycarpus
Mallotus polycarpus là một loài thực vật có hoa trong họ Đại kích. Loài này được (Benth.) Kulju & Welzen mô tả khoa học đầu tiên năm 2007.